# Segunda guerra de los Treinta Años

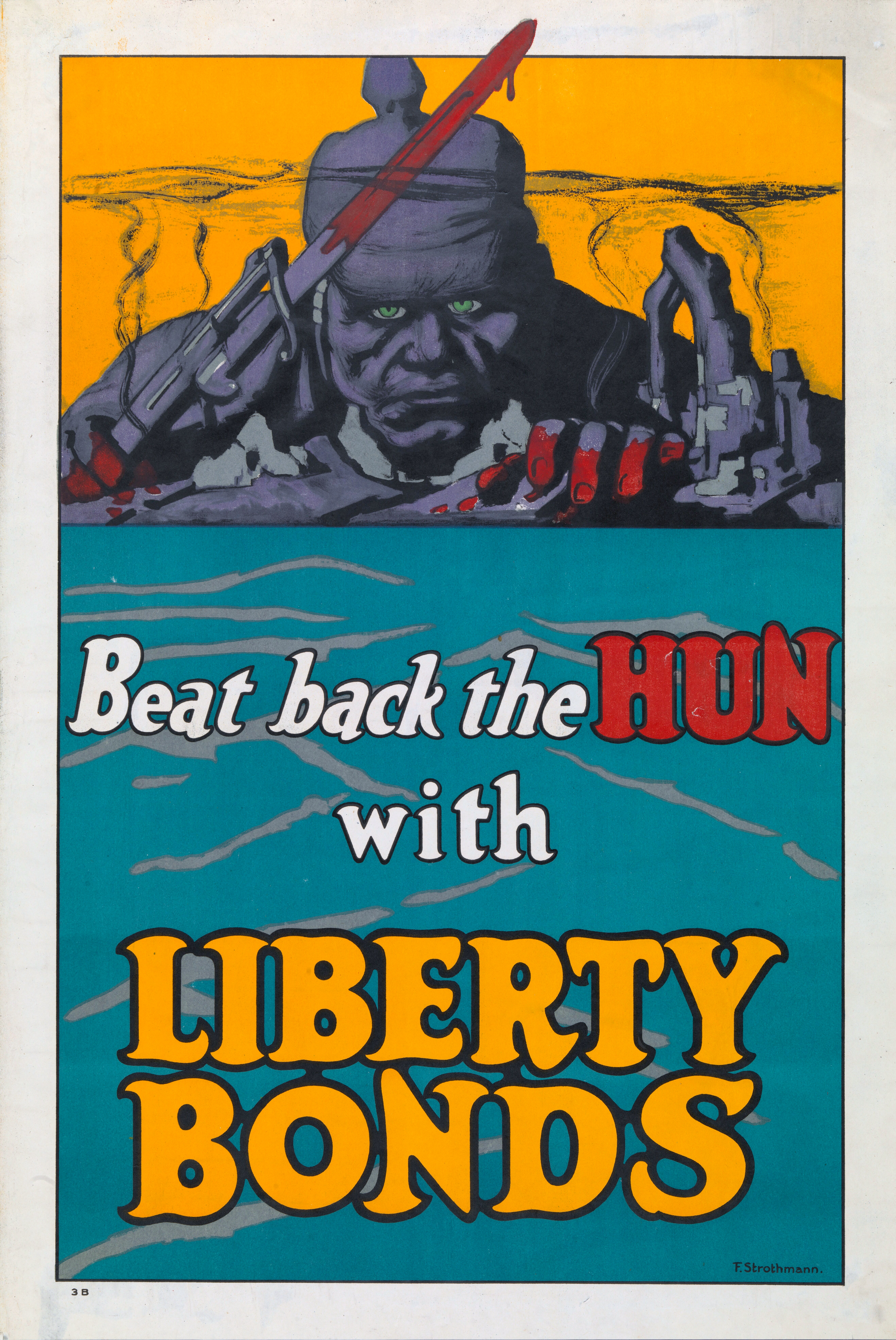
Los carteles de bonos de guerra de la Primera Guerra Mundial mostraban a los alemanes de manera similar a las caricaturas modernas de grupos de odio.

Segunda guerra de los Treinta Años es una periodización utilizada en ocasiones por los historiadores para abarcar las guerras que tuvieron lugar en Europa durante el período 1914-1945, enfatizando de ese modo las similitudes del período de un modo integral. Así como la guerra de los Treinta Años (1618-1648) no fue en realidad una única guerra, sino una serie de conflictos ocurridos en diferentes lugares y tiempos, y que más tarde fueron concebidas como un todo por los historiadores, la segunda guerra de los Treinta Años ha sido vista como una «guerra civil europea» resultante del problema alemán, exacerbado por nuevas ideologías como el fascismo, el nazismo y el comunismo. Incluso, desde la historiografía marxista, ha llegado a denominarse «guerra de los Treinta Años por la Sucesión británica», y hubiera enfrentado a Alemania y Estados Unidos desde un punto de vista más económico que geopolítico.
El concepto tiene su origen en el libro de Siegmund Neumann The future in perspective (El futuro en perspectiva).
Los conflictos más importantes incluidos en este período serían la Primera Guerra Mundial (1914-1918), la guerra civil rusa (1917-1923), la guerra greco-turca (1919-1922), la guerra civil española (1936-1939), la Guerra de Invierno (1939-1940) y la Segunda Guerra Mundial (1939-1945).